# Johannes Baptista von Albertini
Johannes Baptista von Albertini (Neuwied, 17 febbraio 1769 – Herrnhut, 6 dicembre 1831) è stato un religioso e botanico tedesco.
Figlio di Jakob Ulrich, capitano austriaco, e di Margareta von Planta-Wildenberg. Louise Friedrike Wilhelmine, figlia del barone Friedrich von Rohwedel-Gnadenfrey, studiò teologia a Niesky e nel seminario di Barby. Durante questo periodo di studi teologici diventò amico di Friedrich Schleiermacher (1768–1834).
Nel 1814 fu nominato vescovo dei moravi, divenne membro nel 1821 e preside a partire dal 1824 della Conferenza unitaria degli anziani a Berthelsdorf. Scrisse canti religiosi e si interessò di botanica.
Nel campo della botanica fu coautore insieme a Lewis David de Schweinitz (1780–1834) di un compendio sui funghi della Lusitania intitolato Fungorum in Lusatiae superioris agro Niskiensi crescentium e methodo Persooniana, in cui vengono descritte 1130 specie, delle quali 127 considerate nuove specie.

## Opere
- Geistliche Lieder, 1821
- Dreissig Predigten, 1825
- Sechs und dreissig Reden, 2 voll., 1832-1833